# Badminton-Afrikameisterschaft 1984
Die Badminton-Afrikameisterschaft 1984 fand im August 1984 in Daressalam in Tansania statt. Es war die vierte Austragung der kontinentalen Titelkämpfe in Afrika, wobei erstmals Einzelwettkämpfe ausgetragen wurden. Simon Gondwe siegte im Finale des Herreneinzels gegen Firoz Din aus Tansania. Im Dameneinzel war Indira Bhikha aus Mosambik erfolgreich.

## Medaillengewinner
| Disziplin    | Gold                         | Silber                          | Bronze                                  |
| ------------ | ---------------------------- | ------------------------------- | --------------------------------------- |
| Herreneinzel | Simon Gondwe                 | Firoz Din                       | Mukesh Shah                             |
| Herreneinzel | Simon Gondwe                 | Firoz Din                       | Luis Antonio Timm                       |
| Dameneinzel  | Indira Bhikha                | Nasra Juma                      | Josephine Chipepo                       |
| Dameneinzel  | Indira Bhikha                | Nasra Juma                      | Mary Mukangwa                           |
| Herrendoppel | Firoz Din Mukesh Shah        | Raj Patel Shailesh Patel        | Simon Gondwe Abraham Mutale             |
| Herrendoppel | Firoz Din Mukesh Shah        | Raj Patel Shailesh Patel        | Sozinho Guerra Luis Antonio Timm        |
| Damendoppel  | Indira Bhikha Eline Coelho   | Josephine Chipepo Mary Mukangwa | Nasra Juma Sharifa Juma                 |
| Damendoppel  | Indira Bhikha Eline Coelho   | Josephine Chipepo Mary Mukangwa | Priscilla Mutambirwa Madhavi Tijoriwala |
| Mixed        | Sozinho Guerra Indira Bhikha | Mukesh Shah Nasra Juma          | Abraham Mutale Josephine Chipepo        |
| Mixed        | Sozinho Guerra Indira Bhikha | Mukesh Shah Nasra Juma          | Simon Gondwe Mary Mukangwa              |
| Herrenteam   | Tansania                     | Sambia                          | Mosambik                                |
| Damenteam    | Mosambik                     | Tansania                        | Sambia                                  |
| Mixed Team   | Mosambik                     | Tansania                        | Sambia                                  |
| Juniorenteam | Mosambik                     | Tansania                        | Sambia                                  |